# TENOHASI
特定非営利活動法人TENOHASI（てのはし）は、ホームレスや生活保護受給者など、生活困窮者に対する自立支援を行う団体。

## 沿革
- 1999年 - 新宿連絡会と池袋の路上生活者が連携して、「池袋野宿者連絡会（いけれん）」を結成。
- 2000年 - 当事者以外の支援者が「池袋野宿者と共に歩む会（いけとも）」を結成。
- 2001年 - 新宿で医療相談を行っていた医療者グループが、「池袋医療班」を結成。
- 2003年 - いけれん・いけとも・池袋医療班が合体して「地球と隣のはっぴい空間・池袋（TENOHASI）」を結成。代表中村あずさ・事務局長森川すいめい[注 1]。
- 2008年 - 特定非営利活動法人格を取得。
- 2010年 - 浦河べてるの家・世界の医療団との「世界の医療団東京プロジェクト」を開始。
- 2016年 - プロジェクト名称をハウジングファースト東京プロジェクト（以降HFTPと記述）と改称。プロジェクト連携団体を、つくろい東京ファンド・訪問看護ステーションKAZOC・ゆうりんクリニック・べてぶくろ・ハビタット フォー ヒューマニティに拡大[3]。

## 事業内容
ホームレスや生活保護の生活困窮者に対する支援をしており、月2回第2土曜日と第4土曜日に東池袋中央公園で炊き出し、医療相談や生活相談を行っている。また毎週水曜夜の池袋駅周辺でのアウトリーチ（夜回り）による生活相談、医療相談や、生活困窮者への支援としての生活保護申請の同行、医療支援、生活物資・アパート入居後の支援、交流活動等を随時行っている。